# Ulica Janusza Meissnera w Warszawie
Ulica Janusza Meissnera – ulica w dzielnicy Praga-Południe w Warszawie.

## Przebieg
Ulica jest jednym z czterech łuków (południowo-zachodnim, pozostałe to ul. Umińskiego, ul. Jugosłowiańska i ul. Abrahama) ograniczających cztery osiedla Gocławia – Orlik, Wilgę, Iskrę i Jantar. Rozpoczyna się przy skrzyżowaniu z ul. gen. A.E. Fieldorfa „Nila” i dochodzi do ul. Bora-Komorowskiego. Po drodze stykają się z nią ul. Jantarowy Szlak, ul. 21 Pułku Piechoty Dzieci Warszawy, ul. Dedala, ul. Witoszyńskiego (te dwie ulice tworzą skrzyżowanie), ul. Sosabowskiego oraz ul. Pawlikowskiego.

## Historia
Ulica została wytyczona w drugiej połowie lat 70. XX wieku razem z pozostałymi ulicami na Gocławiu, w związku z likwidacją Lotniska Gocław. Początkowo nosiła nazwę ul. gen. Franciszka Jóźwiaka (nadaną 5 grudnia 1977), wraz z pozostałymi ulicami otaczającymi osiedla Gocławia, krzyżując się od strony Saskiej Kępy z ul. Aleksandra Zawadzkiego (obecnie ul. gen. Bora-Komorowskiego i pomiędzy Wałem Miedzeszyńskim a ul. Ostrobramską z nowo przebitą al. Bolesława Bieruta (obecnie ul. gen. A.E. Fieldorfa „Nila”).
Pierwszy raz na planie miasta widnieje na przełomie lat 1978 i 1979. Wraz z budową bloków mieszkaniowych powstawały kolejne uliczki osiedlowe, a ulica Franciszka Jóźwiaka została na początku lat 80. podzielona na 4 odcinki: ul. Janusza Meissnera (Osiedle Jantar), ul. Jugosłowiańska (Osiedle Iskra), ul. Władysława Umińskiego (Osiedle Wilga) i ul. Franciszka Jóźwiaka - dzisiejszą ul. gen. Abrahama (Osiedle Orlik).
Nadana w 1990 nazwa upamiętnia Janusza Meissnera, lotnika, pisarza i dziennikarza, autora popularnych książek o tematyce lotniczej i marynistycznej.